# 9-溴蒽
9-溴蒽是一种有机化合物，化学式为C14H9Br，它在标准状况下是固体。它可由蒽和溴化试剂（如四正丁基三溴化铵或N,N,N',N'-四溴代-1,3-苯二磺酰胺）在一定条件下反应得到。